# Delias belladonna
Delias belladonna es una especie de mariposa, de la familia Pieridae (subfamilia Pierinae, tribu Pierini). Es una especie muy extendida, con un gran número de subespecies, su envergadura varía entre los 55 a 82 mm.

## Subespecies
- Delias belladonna belladonna
- Delias belladonna burmana
- Delias belladonna chrysorrhoea
- Delias belladonna dempoensis
- Delias belladonna endoi
- Delias belladonna hedybia
- Delias belladonna horsfieldi
- Delias belladonna ithiela
- Delias belladonna kwangtungensis
- Delias belladonna lugens
- Delias belladonna malayana
- Delias belladonna surprisa
- Delias belladonna yukaae
- Delias belladonna zelima

## Distribución
Esta especie de mariposa y sus subespecies se distribuyen por Himalaya, Assam sur de Burma, Yunnan, Vietnam, noroeste India, Nepal, Sikkim, Bután, norte de Tailandia, Laos, Malasia, Sumatra, Sulawesi, oeste de China.